# Reichsministerium für die Kirchlichen Angelegenheiten

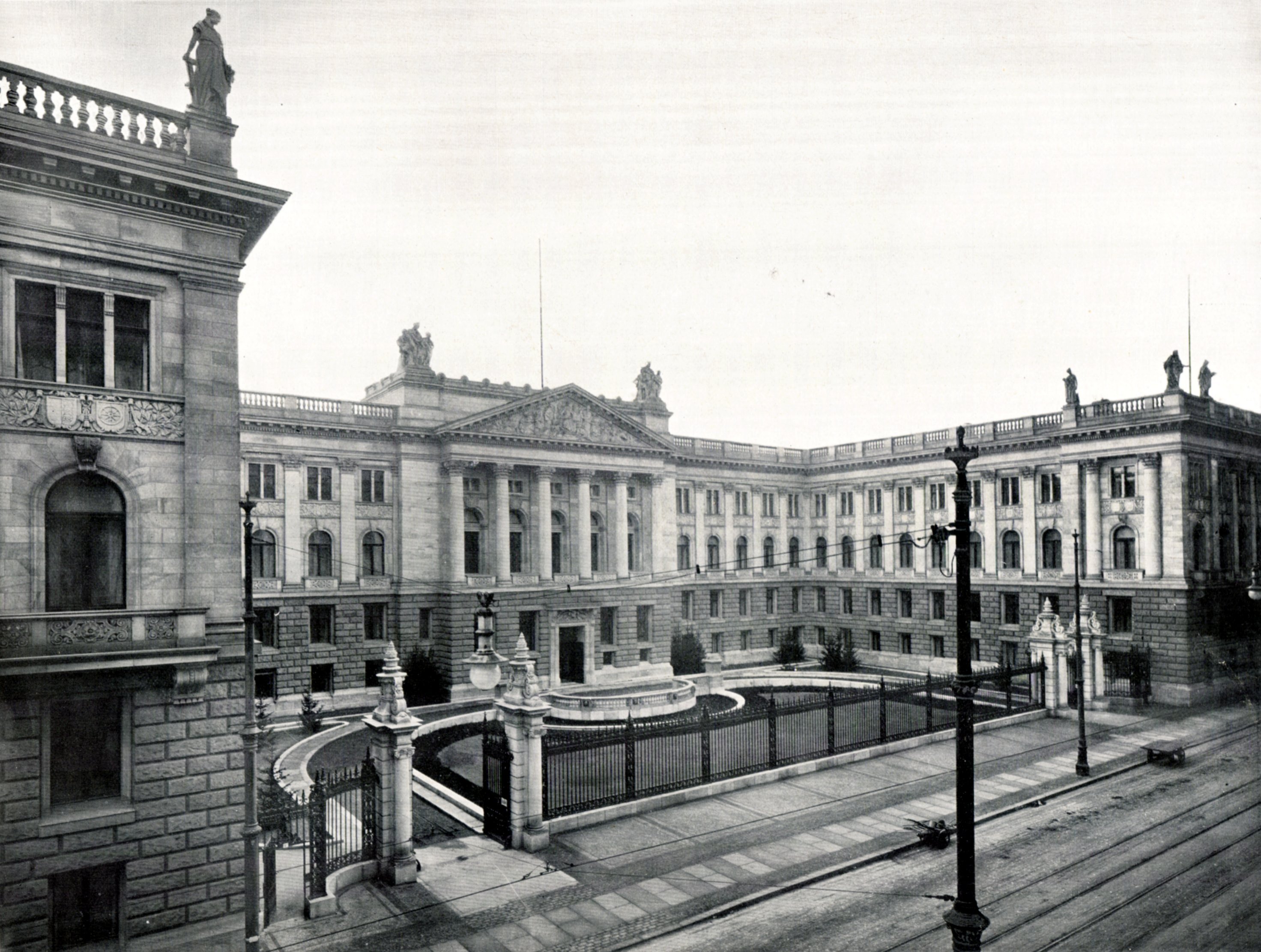
Herrenhaus Berlin

Das Reichsministerium für die kirchlichen Angelegenheiten, auch Reichskirchenministerium, war ein Ministerium des Deutschen Reiches zur Zeit des Nationalsozialismus. Es hatte seinen Sitz im Herrenhaus an der Leipziger Straße 3 in Berlin.

## Entstehungsgründe

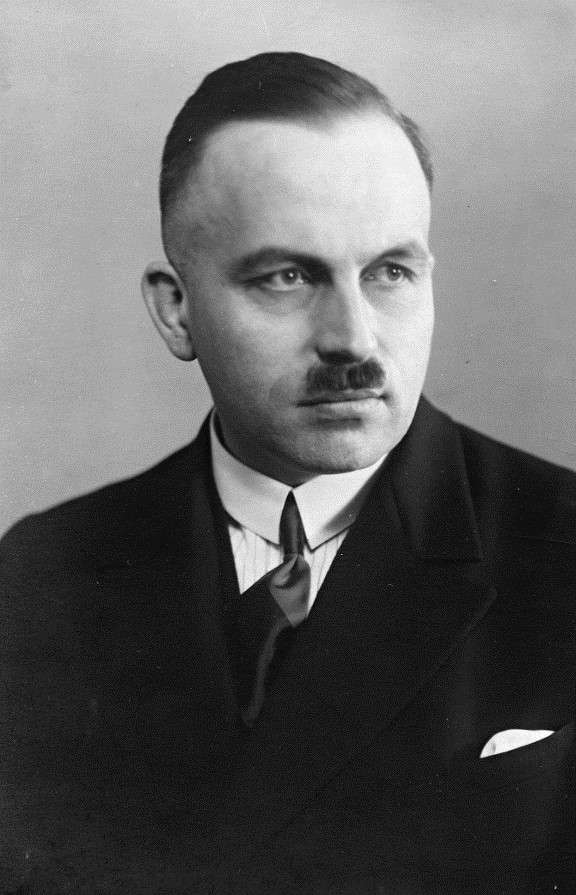
Porträt von Hermann Muhs (1933)

Da der vom 27. September 1933 formal bis zu seinem Tode am 31. Juli 1945 amtierende einzige Reichsbischof Ludwig Müller die von der Reichsregierung gestellten Forderungen nach einer Vereinheitlichung gegen erhebliche Widerstände aus den Landeskirchen und dem Widerstand einer noch innerhalb der Kirche bestehenden Linie mit der Bezeichnung „Bekennende Kirche“ nicht durchsetzen konnte, wurde er im September 1935 als Leiter der Kirche abgesetzt und die Deutsche Evangelische Kirche direkt einem der Reichsregierung und einem Reichsminister für die Kirchlichen Angelegenheiten unterstehenden Reichskirchenausschuss unterstellt.
Die Bekennende Kirche äußerte seit Bekanntwerden der Pläne zur Bildung eines Reichsministeriums für kirchliche Angelegenheiten Bedenken gegen die Gefahr einer rein staatlichen Kirchenlösung und versuchte mit positiven Vorschlägen organisatorischer und personeller Art, dies zu verhindern.
Das Reichskirchenministerium entstand 1935 nach dessen Ausgliederung aus dem Reichsministerium des Innern. Das Reichskirchenministerium sollte besonders für die endgültige Gleichschaltung der Deutschen Evangelischen Kirche sorgen.

## Reichsminister Kerrl und die Politik des Ministeriums

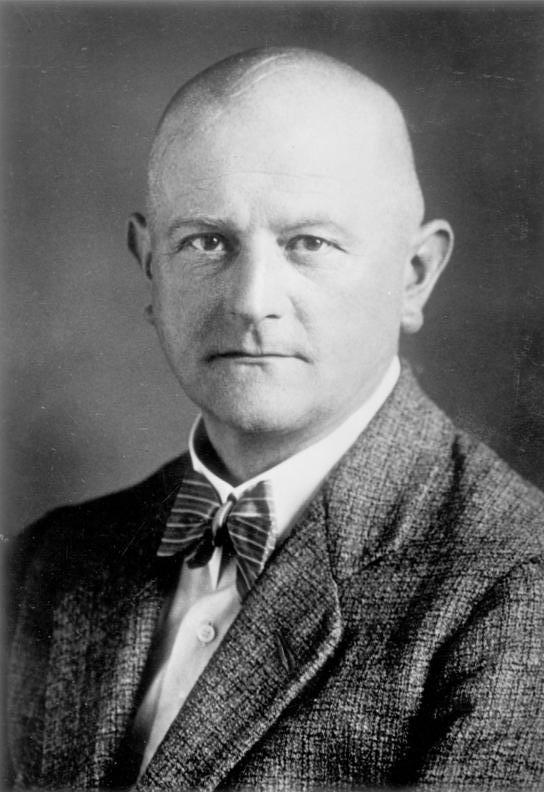
Reichsbischof Ludwig Müller (1933)

Reichsminister wurde am 16. Juli 1935 der bisherige Reichsminister ohne Geschäftsbereich und enge Vertraute Hermann Görings Hanns Kerrl. Zum Staatssekretär des Reichsministeriums wurde der Regierungspräsident von Hildesheim Hermann Muhs berufen.
Durch die erste Verordnung zur Durchführung des Gesetzes zur Sicherung der Deutschen Evangelischen Kirche (DEK) vom 3. Oktober 1935 wurde die Bildung eines Reichskirchenausschusses angeordnet.
Zu den ersten Mitarbeitern des Ministeriums gehörte von 1935 bis 1940 der bisherige Propst von Bad Segeberg, Oberregierungsrat Ernst Szymanowski (Biberstein), der spätere Sturmbannführer, Chef der Gestapo von Oppeln und Führer des Einsatzkommandos 6 der Einsatzgruppe C nach Kiew in der Ukraine, der dort bis 1943 die Ermordung von 2000 bis 3000 Menschen, überwiegend Juden, befehligte.
Der Versuch des NS-Regimes, die Kontrolle über kirchliche Angelegenheiten zu verstärken, signalisierte, wenn auch ohne Absicht, den Beginn einer Phase der Neugruppierung für die deutsch-christliche Bewegung. Anfangs waren Kerrl und die Bemühungen seines Ministeriums den Deutschen Christen wohlgesinnt, die die neuen Verhältnisse nutzten, um ihren Aktionsradius auszuweiten. Bei dem Versuch, einen Waffenstillstand im Kirchenkampf zu bewerkstelligen, gründete das Ministerium Kirchenausschüsse, die von Unparteiischen geleitet wurden.
Die Kräfte, die eine überkonfessionelle Nationalkirche anstrebten, sammelten sich in der „Kirchenbewegung Deutsche Christen“ und versuchten ab 1936 unter Leitung von Hugo Pich, einen „Bund für deutsches Christentum“ zu errichten. 1937 schlossen sich die meisten dieser Gruppen zur „Nationalkirchlichen Bewegung Deutsche Christen“ zusammen. Kirchenminister Hanns Kerrl gewährte diesem Bündnis zeitweise Unterstützung.
Am 12. Februar 1937 trat der Reichskirchenausschuss zurück, nachdem die Vorläufige Evangelische Kirchenleitung (VKL) am 28. Mai 1936 eine Denkschrift an Adolf Hitler verfasst hatte, in der vor „Entchristlichung“ gewarnt und auf Unrechtsmaßnahmen von Staat und Partei hingewiesen wurde.
Am 13. April 1937 wurden die „geschlossenen“ Brüdergemeinden vom Reichsministerium verboten, da man ihnen aufgrund ihrer starken Betonung der Absonderung von der Welt eine staatsfeindliche (und damit antinationalsozialistische) Haltung unterstellte (was auf die meisten aber nicht zutraf). Bereits im Mai 1937 konnte sich der größte Teil der „geschlossenen Brüder“ mit Erlaubnis der Behörden als Bund freikirchlicher Christen (BfC) neu organisieren. Diesem Bund, zu dessen Statuten ausdrücklich das Bekenntnis zum nationalsozialistischen Staat gehörte, traten im November 1937 auch die „offenen Brüder“ bei. 1942 vereinigte sich der BfC mit dem Bund der Baptisten zum Bund Evangelisch-Freikirchlicher Gemeinden in Deutschland (BEFG).
Andererseits versuchte das Reichsministerium auch Einfluss auf Papst Pius XII. über den Botschafter beim Heiligen Stuhl Diego von Bergen zu nehmen. Allerdings sah insbesondere Staatssekretär Muhs den Botschafter kritisch und vermerkte im August 1937, dass Bergen „nicht mit jener Festigkeit, Zielklarheit und Wärme“ das „nationalsozialistische Reich“ vertrat.
Am 10. Dezember 1937 beauftragte Reichsminister Kerrl den Leiter der Deutschen Ev. Kirchenkanzlei Friedrich Werner mit der Leitung der DEK und der Evangelischen Kirche der altpreußischen Union.

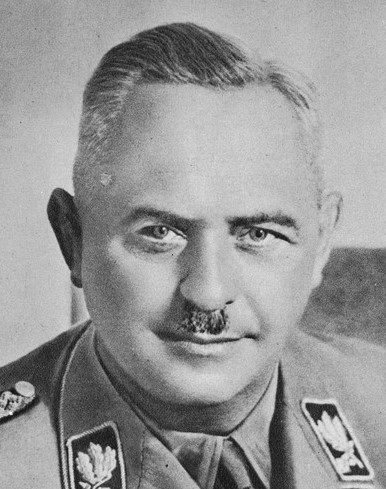
Reichsminister Hanns Kerrl (1938)

Auf den im Oktober 1938 gemachten Vorschlag des Historikers Hans Koch, eine orthodoxe theologische Akademie im „Dritten Reich“ zu eröffnen, um zusammen mit England eine Verbindung zur Ostkirche herzustellen, reagierte das Ministerium positiv und teilte durch den Referenten Werner Haugg im November 1938 mit, dass der Sitz des Instituts in Breslau statt wie vorgeschlagen in Wien sein sollte. 1939 wurde der Persönliche Referent von Minister Kerrl, Regierungsrat von Wernsdorff, von seinen Aufgaben entbunden.
Der Reichsminister für kirchliche Angelegenheiten trat in der Folgezeit mit weiteren Reglementierungen auf und ordnete am 30. August 1939 zur Kontrolle religiöser Veranstaltungen folgendes an:
„Die Veranstaltungen von Kirchen und kirchlichen Vereinen, in denen zur gegenwärtigen Lage Stellung genommen werde, seien in jeder Hinsicht unerwünscht. Von solchen Veranstaltungen in weltlichen Räumen sei abzusehen. In kirchlichen Räumlichkeiten habe jede Äußerung zu innen- und außenpolitischen Fragen sowieso zu unterbleiben.“
Nach dem Tode von Minister Kerrl am 15. Dezember 1941 leitete Staatssekretär Muhs das Ministerium bis 1942 zunächst kommissarisch und dann bis zum Ende des Zweiten Weltkrieges als Reichsminister.
Nach Kriegsende wurde ein Teil des Aktenbestandes über die Angelegenheiten der orthodoxen Kirchen in Deutschland, besetzten Gebieten und anderen Ländern (17 Bände, 1939–1945), über die Kirchenpolitik der Sowjetunion und die evangelische Kirche in Russland (5 Bände, 1935–1945), die Kirchen im Baltikum (3 Bände, 1928–1942), die Kirchenpolitik im Wartheland und Oberschlesien (2 Bände, 1939–1945) vom Sonderarchiv beim Staatlichen Militärarchiv in Moskau übernommen.